# Auguste Boulanger
Pour les articles homonymes, voir Boulanger (homonymie).
Auguste Henri Léon Boulanger (Lille, 4 février 1866 - Paris 5e, 6 juin 1923) est un polytechnicien, Maître de conférences en mathématiques et mécanique à la faculté des sciences de Lille de 1898 à 1914 et à l'Institut industriel du Nord (École centrale de Lille) de 1893 à 1914. Il y enseigne la mécanique du solide, l'élasticité et la résistance des matériaux, l'hydraulique. Il collabore à Lille avec Henri Padé, Paul Painlevé, Joseph Boussinesq pour des recherches en mathématiques et mécanique.
Il devint examinateur et répétiteur, puis directeur des études à l'École polytechnique de 1914 à 1923, et professeur de mécanique au Conservatoire national des arts et métiers.

## Distinctions
- Chevalier de la Légion d'honneur (12 juillet 1917)[1]
- Officier de l'Instruction publique